# Таякі
Таякі (яп. 鯛焼き — «запечений морський лящ») — японське печиво у формі риби. Найпопулярніша начинка — джем анко із бобів адзукі. Також використовуються такі наповнювачі, як заварний крем, шоколад або сир. Також зустрічаються таякі з окономіякі, гьодза або ковбасою.
Таякі готують з використанням прісного або здобного тіста. Тісто викладають у форму в вигляді рибки для кожної сторони, потім кладуть наповнювач і скріплюють обидві половинки. Потім готують до утворення золотистої скоринки з обидвох сторін.
Таякі вперше почали пекти в кондитерській Нанівая в Адзабу, Токіо в 1909 році, а зараз їх можна знайти в всіх куточках Японії, особливо на фуд-кортах супермаркетів і японських фестивалях.
Вони схожі на імагаваякі (яп. 今川焼き) — товсті млинці, також наповнені солодкою пастою з бобів адзукі.

## Галерея

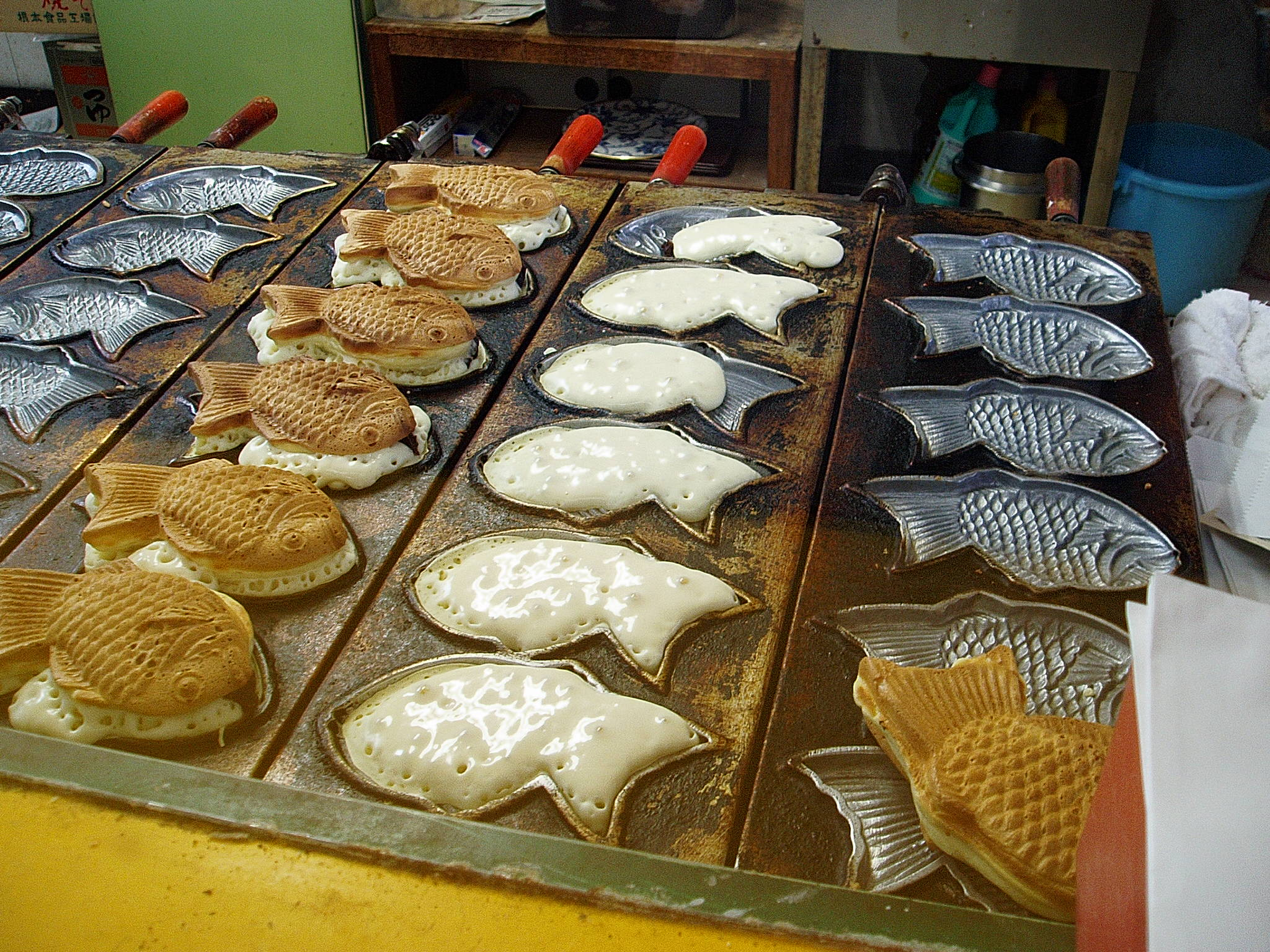
Taiyaki being made
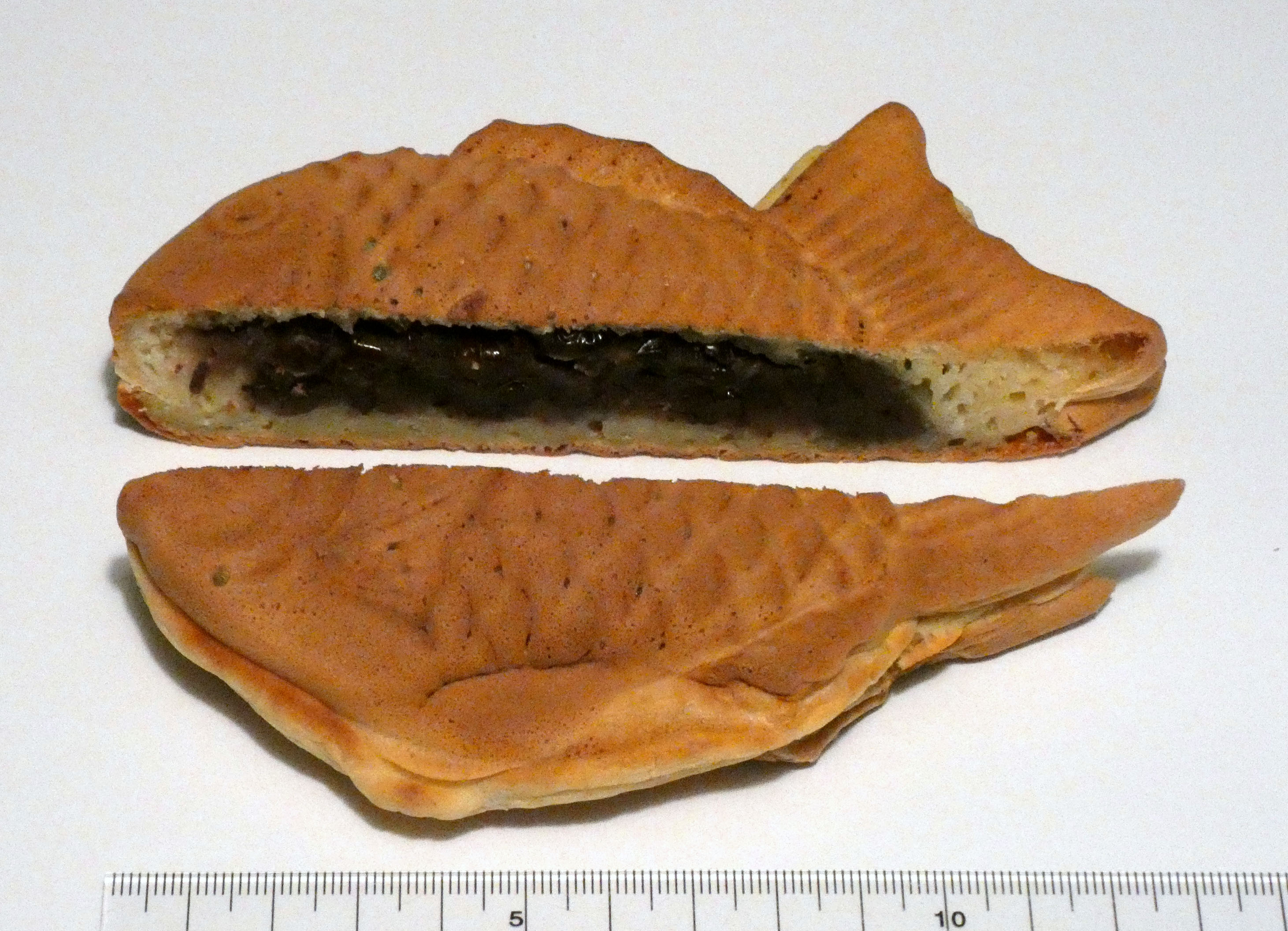
Cut taiyaki, showing the azuki bean filling
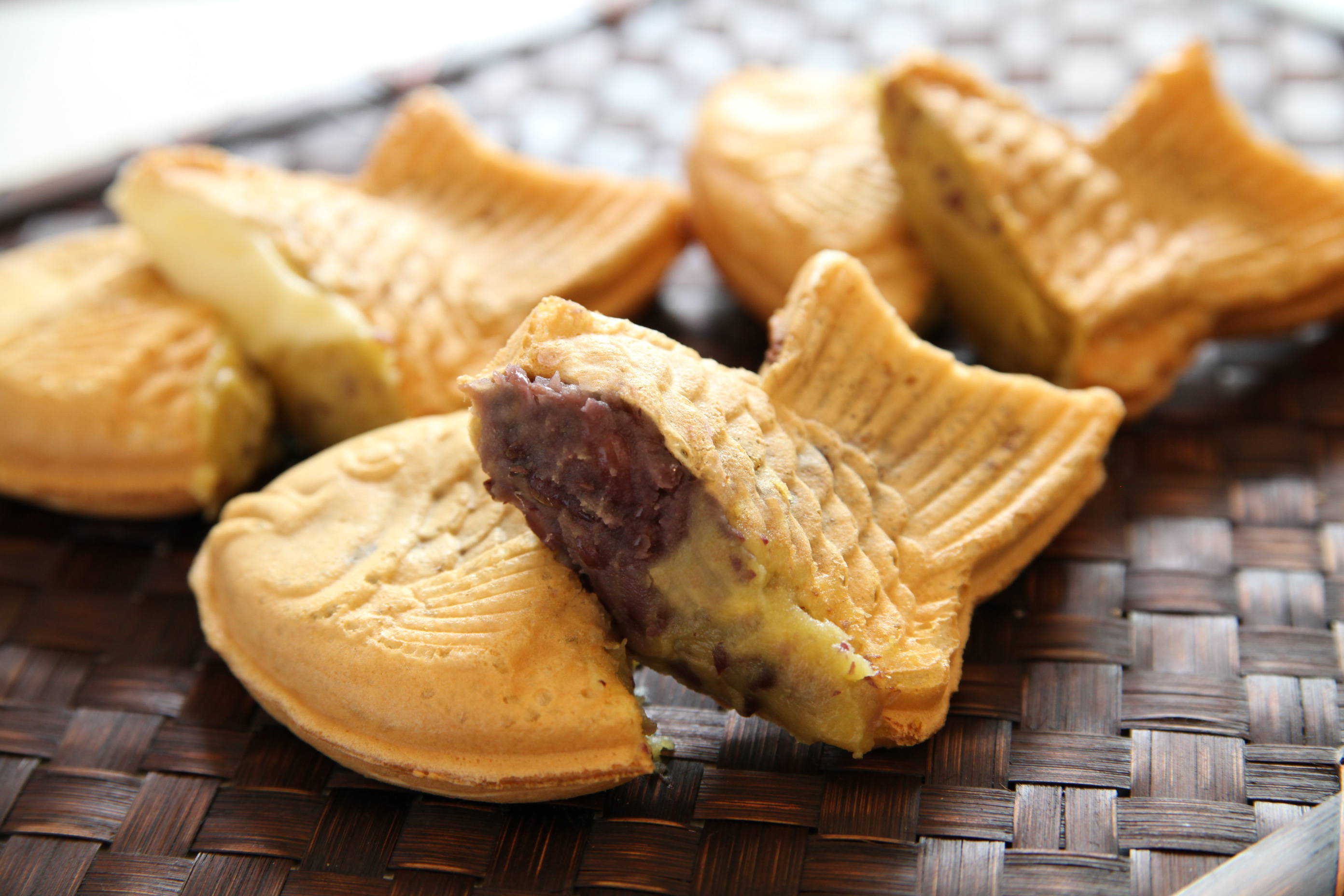
Taiyaki with sweet potato filling
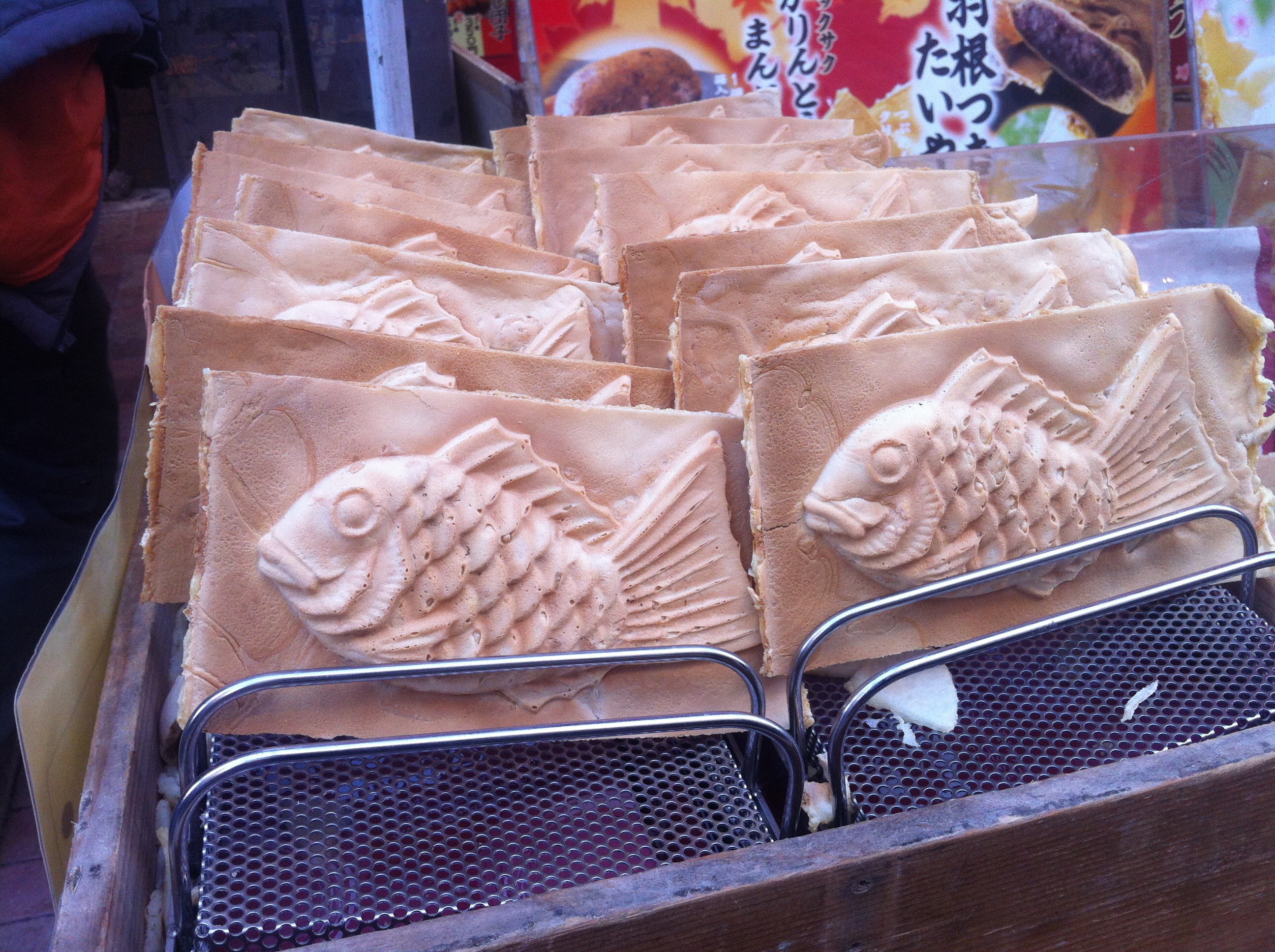
Square taiyaki with uncut edges, being sold in Ueno
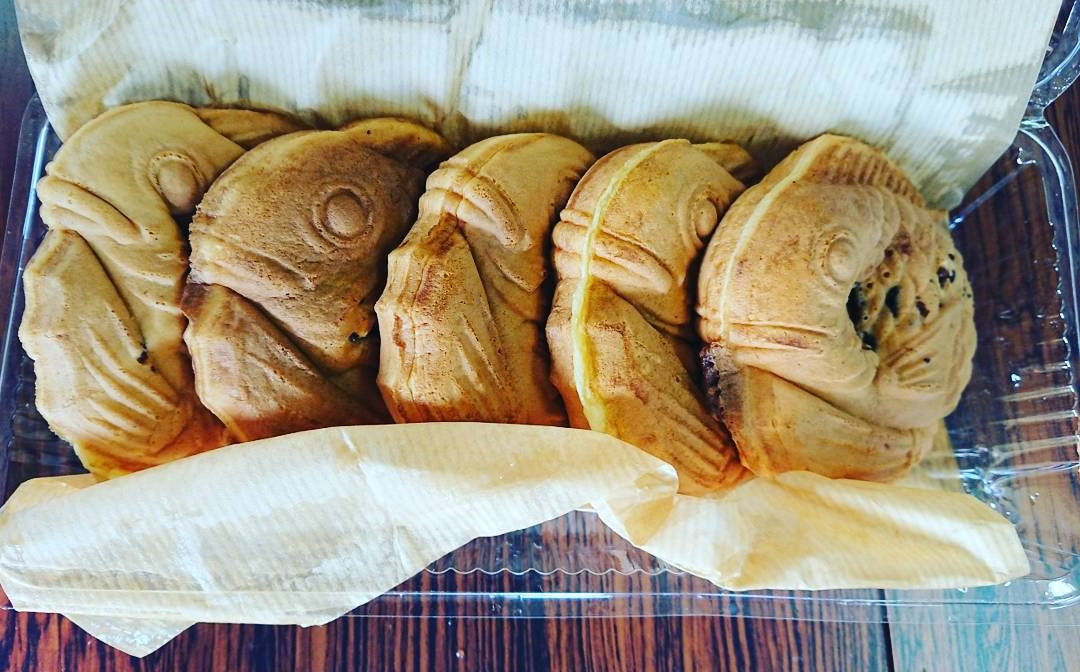
Round taiyaki in the form of coiled fishes, being sold in Gunma
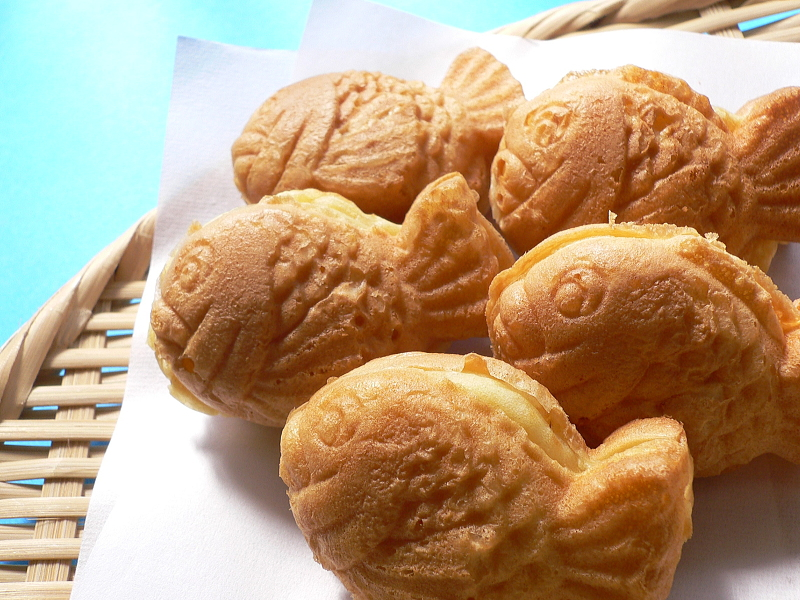
Mini taiyaki
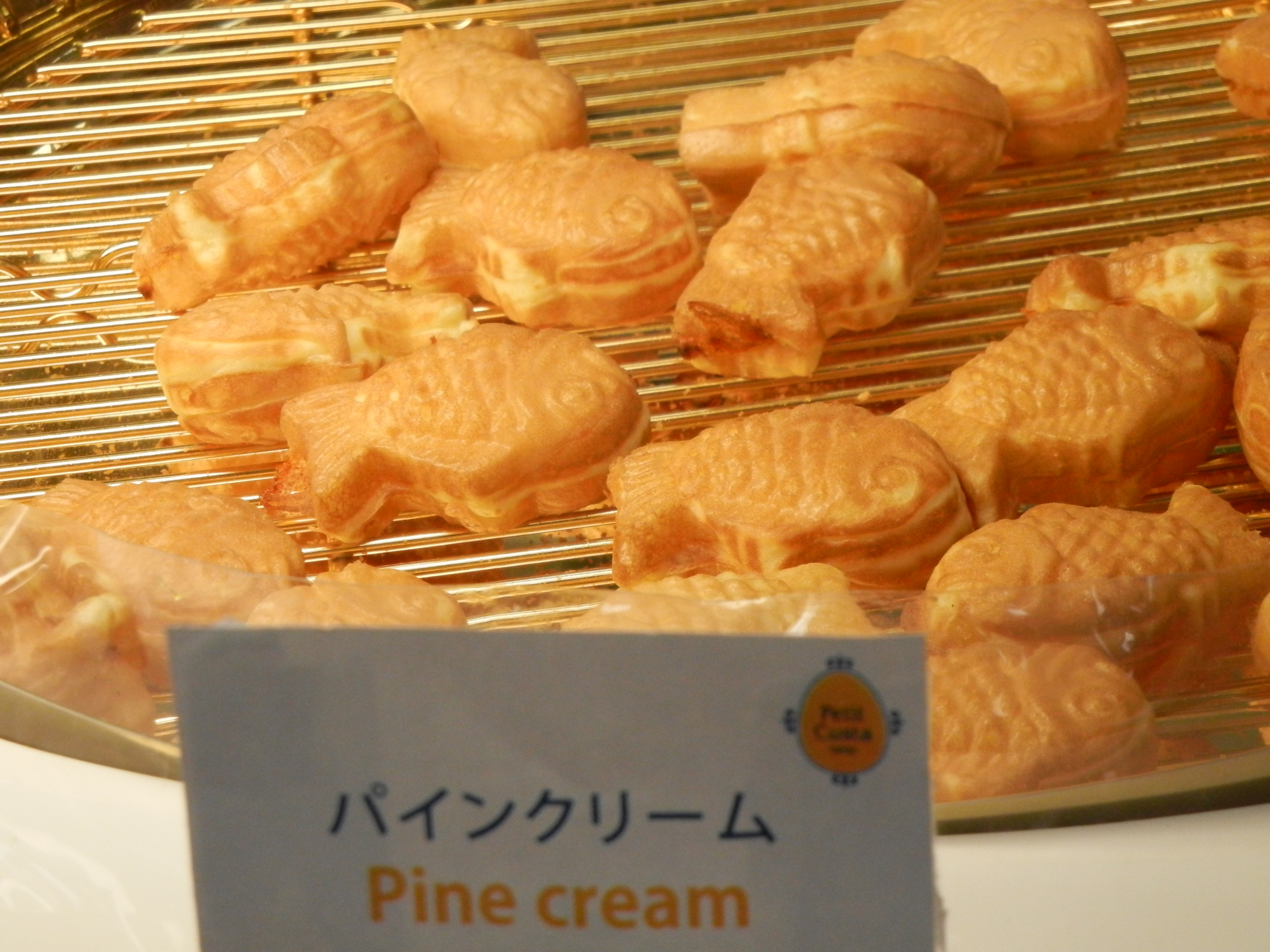
Mini taiyaki with pineapple filling, being sold in Hawaii
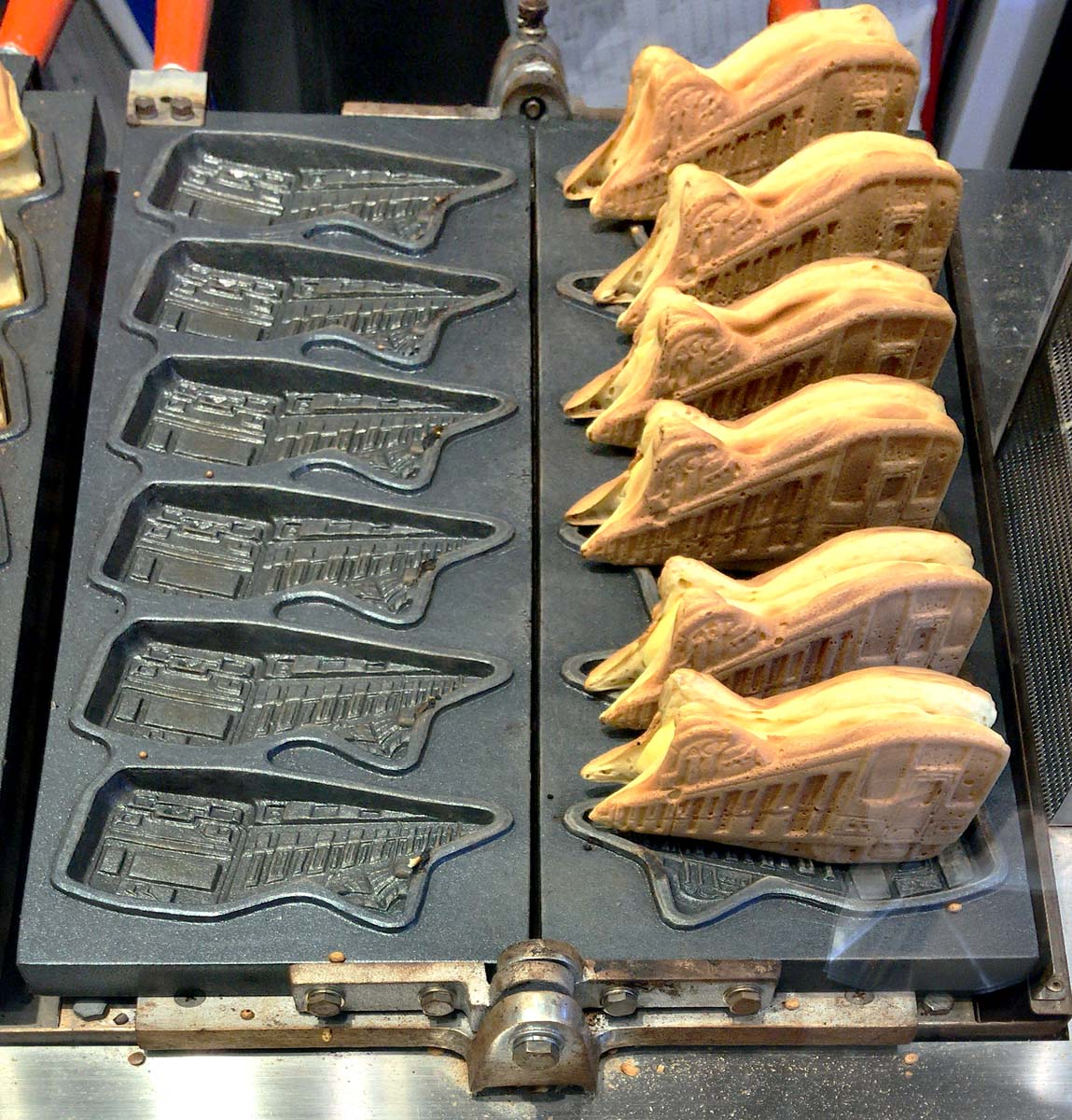
Train-shaped taiyaki, being sold outside Narimasu Station
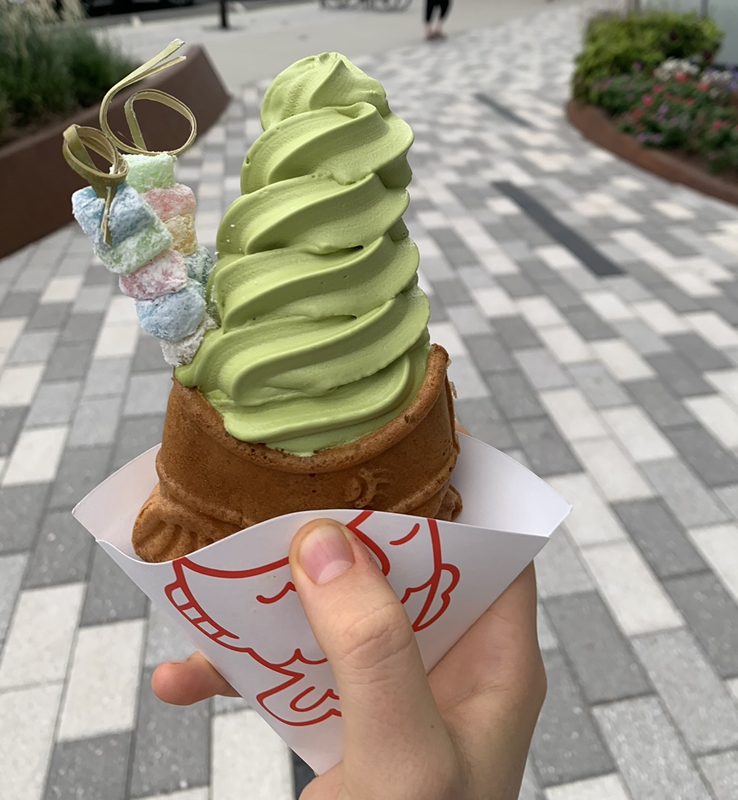
Taiyaki filled with matcha ice cream